# Хлопчики (фільм, 2014)
«Хлопчики» (нід. Jongens) — нідерландський фільм режисерки Міші Камп 2014 року.

## Сюжет
Зігер — п'ятнадцятирічний хлопчик, який живе з овдовілим батьком Тео, проти якого постійно виступає і з яким регулярно зіштовхується . Разом зі своїм кращим другом Стефом Зігер є членом місцевої команди з легкої атлетики. Його життя змінюється коли він приєднується до шкільної команди з бігу та зустрічає 
хлопця Марка. Вони обрані для того, щоб представляти команду на національній естафеті чемпіонату. Щоб перемогти вони повинні інтенсивно тренуватися.
Одного разу вони вирішують купатися в сусідній річці. Пізніше, після того, як Стеф і Том пішли, Зігер і Марк цілуються. Романтичні стосунки змушують Зіга задуматись про свої почуття та ідентичність.

## У ролях
| • Хайс Блом    | … | Зігер |
| • Ко Зандвліет | … | Марк  |
| Юлія Грехем    | … | Юдіт  |
|                | … |       |

## Саундтреки
- «I Apologize (Dear Simon)» — Moss (грає на початку та в кінці фільму)
- «Love Like This» — Kodaline
- «Just a Boy» — Angus & Julia Stone
- «Princes» — Oscar & The Wolf
- «Midnight City» — M83

## Нагороди

#### Zlín-Jugendfilmfestival 2014 в Чехії
- Перша нагорода міжнародного молодіжного журі за найкращий молодіжний фільм
- Перша нагорода міжнародного журі
- Громадська нагорода «Золоте яблуко» за найкращий фільм
- Нагорода Мілоша Макурека за кращого молодого актора у молодіжному фільмі, присвячена Гейсу Блому